# DB E 40 sorozat
A DB 139 sorozat és a DB 140 sorozat, korábban a DB E 40 sorozat, egy német nagy darabszámú villamosmozdony-sorozat a teherforgalom igényeihez kifejlesztve, melyből 879 épült és jelentős része a mai napig forgalomban van. A Krupp, a Henschel, a Krauss-Maffei, a Siemens, az AEG és a BBC fejlesztette ki és gyártotta ezeket a Bo'Bo' tengelyelrendezésű mozdonyokat 1957 és 1973 között.
Felváltásukra épülnek jelenleg a DB 185 sorozatú mozdonyok.